# Phelister pumilus
Phelister pumilus är en skalbaggsart som först beskrevs av Wilhelm Ferdinand Erichson 1834.  Phelister pumilus ingår i släktet Phelister och familjen stumpbaggar. Inga underarter finns listade i Catalogue of Life.